# Trindade do Sul
Trindade do Sul est une municipalité brésilienne située dans l'État du Rio Grande do Sul.